# Våmsjön, Dalarna
Våmsjön är en sjö i Mora kommun i Dalarna och ingår i Dalälvens huvudavrinningsområde. Sjön har en area på 0,354 kvadratkilometer och ligger 528 meter över havet. Sjön avvattnas av vattendraget Våmån. Vid provfiske har abborre, bäckröding och öring fångats i sjön.

## Delavrinningsområde
Våmsjön ingår i det delavrinningsområde (680612-141562) som SMHI kallar för Utloppet av Våmsjön. Medelhöjden är 574 meter över havet och ytan är 14,09 kvadratkilometer. Det finns inga avrinningsområden uppströms utan avrinningsområdet är högsta punkten. Våmån som avvattnar avrinningsområdet har biflödesordning 3, vilket innebär att vattnet flödar genom totalt 3 vattendrag innan det når havet efter 362 kilometer. Avrinningsområdet består mestadels av skog (88 procent). Avrinningsområdet har 0,51 kvadratkilometer vattenytor vilket ger det en sjöprocent på 3,6 procent.